# Kanō Shōsen'in
Kanō Shōsen'in est un nom japonais traditionnel ; le nom de famille (ou le nom d'école), Kanō, précède donc le prénom (ou le nom d'artiste).
Kanō Shōsen'in (狩野 勝川院) (1823 - 1880) est un peintre japonais de l'école Kanō. Il utilise les noms d'artiste, (gō),  Soshōsei et Shōko.
Shōsen'in étudie en studio dans le quartier Kobikichō d'Edo, auprès de son père Kanō Seisen.